# Владимирци
Владимирци су насеље и седиште општине Владимирци у Мачванском округу. Према попису из 2022. било је 1535 становника.

## Положај и прошлост
Владимирци се налазе на двадесет километра од Шапца и четири километра од пута Шабац — Ваљево. Поодавно је варош која се споро развијала, због удаљености од главних комуникација, иако је од првих дана стицања националне самосталности била административни центар за Посавотамнаву. У 19. веку у Владимирцима је подигнута тзв. среска зграда (Конак у Владимирцима), а пре Првог светског рата саграђена је зграда у којој је данас скупштина општине. После Другог светског рата подигнут је Спомен дом палих бораца са функцијама дома културе, зграда Основне школе, више стамбених и других објеката. Пољопривреда је била и остала окосница развоја ове општине.
Указом Краља од 11. јануара 1924. године насеље је добило статус варошице.
У месту постоји поред основне и средње школе постоји и Народна библиотека, радио-станица, а у Јаловику Јаловичка ликовна колонија.
Дана 12. јула 2015. године, на славу Општине Владимирци, Петровдан, освећена је новоизграђена црква посвећена Светим апостолима Петру и Павлу.
- Панорама
- Панорама
- ОШ „Жика Поповић”
- Дом здравља
- Дом палих бораца
- Скулптура испред Конака
- Скулптура испред Конака
- Споменик Миловану Глишићу
- Конак
- Зграда општине у Владимирцима
- Црква Светих апостола Петра и Павла

## Демографија
У насељу Владимирци живи 1547 пунолетних становника, а просечна старост становништва износи 41,1 година (39,6 код мушкараца и 42,6 код жена). У насељу има 665 домаћинстава, а просечан број чланова по домаћинству је 2,83.
Ово насеље је великим делом насељено Србима (према попису из 2002. године).
|             | \| Демографија[2] \| Демографија[2] \| Демографија[2] \| \| Година \| Становника \| Становника \| \| -------------- \| -------------- \| -------------- \| \| 1948. \| 1.107 \| \| \| 1953. \| 1.341 \| \| \| 1961. \| 1.457 \| \| \| 1971. \| 1.636 \| \| \| 1981. \| 1.857 \| \| \| 1991. \| 1.646 \| 1.592 \| \| 2002. \| 1.879 \| 1.950 \| \| 2011. \| 1.662 \| \| |            |
| Демографија | |            |
| Година      | Становника | Становника |
| 1948.       | 1.107 |            |
| 1953.       | 1.341 |            |
| 1961.       | 1.457 |            |
| 1971.       | 1.636 |            |
| 1981.       | 1.857 |            |
| 1991.       | 1.646 | 1.592      |
| 2002.       | 1.879 | 1.950      |
| 2011.       | 1.662 |            |

| Етнички састав према попису из 2002.‍ | Етнички састав према попису из 2002.‍ | Етнички састав према попису из 2002.‍ | Етнички састав према попису из 2002.‍ | Етнички састав према попису из 2002.‍ |
| ------------------------------------ | ------------------------------------ | ------------------------------------ | ------------------------------------ | ------------------------------------ |
|                                      |                                      |                                      |                                      |                                      |
| Срби                                 | Срби                                 |                                      | 1.796                                | 95,58%                               |
| Роми                                 | Роми                                 |                                      | 46                                   | 2,44%                                |
| Црногорци                            | Црногорци                            |                                      | 7                                    | 0,37%                                |
| Југословени                          | Југословени                          |                                      | 7                                    | 0,37%                                |
| Хрвати                               | Хрвати                               |                                      | 5                                    | 0,26%                                |
| Румуни                               | Румуни                               |                                      | 2                                    | 0,10%                                |
| Украјинци                            | Украјинци                            |                                      | 1                                    | 0,05%                                |
| Муслимани                            | Муслимани                            |                                      | 1                                    | 0,05%                                |
| Мађари                               | Мађари                               |                                      | 1                                    | 0,05%                                |
| непознато                            | непознато                            |                                      | 5                                    | 0,26%                                |

| Година пописа     | 1948. | 1953. | 1961. | 1971. | 1981. | 1991. | 2002. |
| ----------------- | ----- | ----- | ----- | ----- | ----- | ----- | ----- |
| Број домаћинстава | 295   | 321   | 383   | 466   | 584   | 516   | 665   |

| Број чланова      | 1   | 2   | 3   | 4   | 5  | 6  | 7 | 8 | 9 | 10 и више | Просек |
| ----------------- | --- | --- | --- | --- | -- | -- | - | - | - | --------- | ------ |
| Број домаћинстава | 149 | 158 | 144 | 133 | 50 | 23 | 4 | 2 | 2 | 0         | 2,83   |

| Пол    | Укупно | Неожењен/Неудата | Ожењен/Удата | Удовац/Удовица | Разведен/Разведена | Непознато |
| ------ | ------ | ---------------- | ------------ | -------------- | ------------------ | --------- |
| Мушки  | 787    | 247              | 464          | 39             | 33                 | 4         |
| Женски | 840    | 171              | 471          | 151            | 46                 | 1         |
| УКУПНО | 1.627  | 418              | 935          | 190            | 79                 | 5         |

| Пол    | Укупно                    | Пољопривреда, лов и шумарство | Рибарство                            | Вађење руде и камена | Прерађивачка индустрија       |
| ------ | ------------------------- | ----------------------------- | ------------------------------------ | -------------------- | ----------------------------- |
| Мушки  | 409                       | 112                           | 1                                    | 1                    | 88                            |
| Женски | 312                       | 64                            | 0                                    | 2                    | 38                            |
| УКУПНО | 721                       | 176                           | 1                                    | 3                    | 126                           |
| Пол    | Производња и снабдевање   | Грађевинарство                | Трговина                             | Хотели и ресторани   | Саобраћај, складиштење и везе |
| Мушки  | 14                        | 22                            | 30                                   | 7                    | 29                            |
| Женски | 6                         | 4                             | 42                                   | 10                   | 12                            |
| УКУПНО | 20                        | 26                            | 72                                   | 17                   | 41                            |
| Пол    | Финансијско посредовање   | Некретнине                    | Државна управа и одбрана             | Образовање           | Здравствени и социјални рад   |
| Мушки  | 1                         | 6                             | 36                                   | 24                   | 23                            |
| Женски | 8                         | 3                             | 39                                   | 40                   | 34                            |
| УКУПНО | 9                         | 9                             | 75                                   | 64                   | 57                            |
| Пол    | Остале услужне активности | Приватна домаћинства          | Екстериторијалне организације и тела | Непознато            | Непознато                     |
| Мушки  | 11                        | 0                             | 0                                    | 4                    | 4                             |
| Женски | 8                         | 0                             | 0                                    | 2                    | 2                             |
| УКУПНО | 19                        | 0                             | 0                                    | 6                    | 6                             |